# Christopher Pissarides

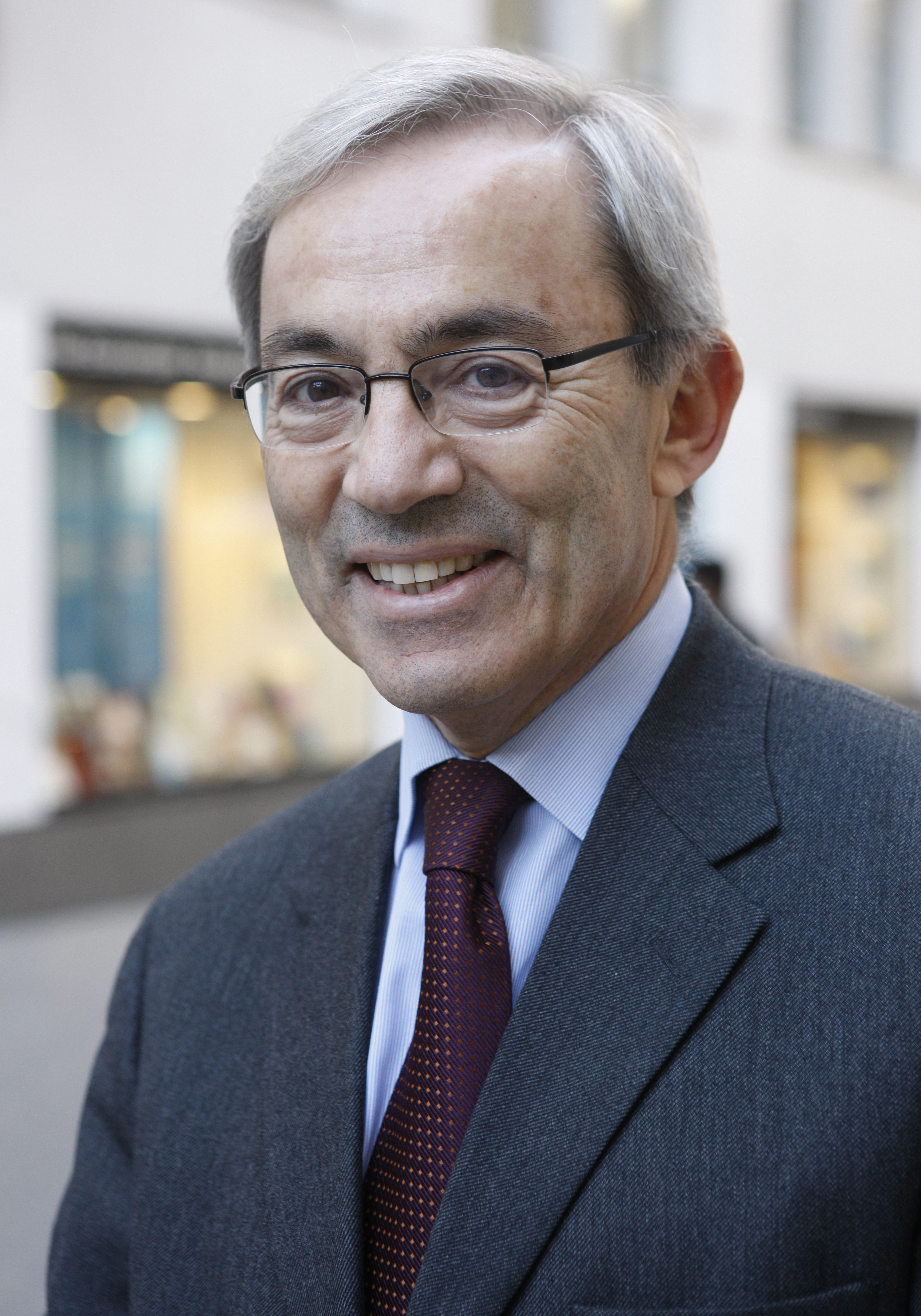
Christopher Pissarides (2010)

Sir Christopher Antoniou Pissarides (Χριστόφορος Πισσαρίδης; * 20. Februar 1948 in Nikosia, Zypern) ist ein zyprisch-britischer Wirtschaftswissenschaftler und Professor der Volkswirtschaft und Politik an der London School of Economics. 2010 erhielt er den Wirtschaftsnobelpreis und 2013 wurde er zum ersten Regius Professor of Economics.

## Leben und Wirken
Christopher Pissarides wurde als Sohn von Antonios und Evdokia Pissarides geboren und studierte 1967 bis 1971 Wirtschaftswissenschaft an der University of Essex, wo er 1970 seinen Bachelor und 1971 seinen Master erwarb. 1971 bis 1973 promovierte er an der London School of Economics. Seine von Michio Morishima betreute Dissertation trägt den Titel Individual Behaviour in Markets with Imperfect Information. Nach kurzer Tätigkeit für die Central Bank of Cyprus war er 1974 bis 1976 Lecturer für Ökonomie an der University of Southampton, ehe er wieder an die London School of Economics wechselte. Dort war er 1976 bis 1982 Lecturer und 1982 bis 1986 Reader für Wirtschaftswissenschaft. Seit 1986 vertritt er dieses Fach als Professor. Seit 1994 forscht er außerdem am Centre for Economic Policy Research und seit 2001 am Institut zur Zukunft der Arbeit. Gastprofessuren führten ihn an die Harvard University und das National Bureau of Economic Research (1979–1980), die Princeton University (1984), das Europäische Hochschulinstitut Florenz (1989), die University of California, Berkeley (1990–1991), das Institut für Höhere Studien Wien (1992), die University of California, Los Angeles (1996) und an die Yale University (2000).
Seit Oktober 2013 leitet er das Laboratorium zur Untersuchung des ökonomischen Wachstums an der Staatlichen Universität Sankt Petersburg.
Pissarides arbeitet über die Wechselwirkung zwischen Arbeitsmarkt und Makroökonomie, insbesondere über Arbeitslosigkeit, Arbeitsmarktpolitik, Wachstum und Strukturwandel.
Er hat zwei Söhne und eine Tochter.

## Auszeichnungen
- 2005 IZA Prize in Labor Economics (Institut zur Zukunft der Arbeit, mit Dale Mortensen)
- 2007–2008 Excellence in Refereeing Award (American Economic review)
- 2008 Republic of Cyprus Aristeion for the Arts, Literature and Sciences
- 2009 Ehrendoktor der Universität Zypern
- 2010 Wirtschaftsnobelpreis gemeinsam mit Peter A. Diamond und Dale T. Mortensen
- 2015 Weltwirtschaftlicher Preis
- 2019 Oskar-Morgenstern-Medaille

## Mitgliedschaften
- Royal Economic Society (1996–2003 Vorstandsmitglied)
- Europäische Ökonomische Vereinigung (Seit 2005 Vorstandsmitglied, 2009 Vizepräsident, 2011 Präsident)
- 1997 Econometric Society (Seit 2005 Vorstandsmitglied)
- 2002 British Academy
- 2008 Society of Labor Economists
- 2011 Academia Europaea[2]
- 2019 Neo Kyma[3]

## Werke
Bücher
- Labour Market Adjustment. Microeconomic Foundations of Short-Run Neoclassical and Keynesian Dynamics. Cambridge University Press, Cambridge 1976, ISBN 0-521-21064-X.
- Equilibrium Unemployment Theory. Basil Blackwell, Oxford [u. a.] 1990, ISBN 0-631-15213-X; 2. Auflage, MIT Press, Cambridge, Mass. [u. a.] 2000, ISBN 0-262-16187-7.
- als Herausgeber mit Jeffrey A. Frankel: NBER International Seminar on Macroeconomics 2005. National Bureau of Economic Research, MIT Press Cambridge, Mass. [u. a.] 2007, ISBN 0-262-56229-4.
- als Herausgeber mit Tito Boeri und Daniela Del Boca: Women at Work. An Economic Perspective. A Report for the Fondazione Rodolfo Debenedetti, Oxford University Press, Oxford [u. a.] 2005, ISBN 0-19-928188-2.

Artikel (Auswahl)
- The Role of Relative Wages and Excess Demand in the Sectoral Flow of Labour. In: Review of Economic Studies. Band 45, Nr. 3, Oktober 1978, S. 453–467.
- Job Matchings with State Employment Agencies and Random Search. In: Economic Journal. Band 89, Nr. 356, Dezember 1979, S. 818–833.
- From School to University. The Demand for Post-Compulsory Education in Britain. In: Economic Journal. Band 92, Nr. 367, September 1982, S. 654–667.
- Search Intensity, Job Advertising, and Efficiency. In: Journal of Labor Economics. Band 2, Nr. 1, Januar 1984, S. 128–143.
- Efficient Job Rejection. In: Economic Journal. Band 94, Nr. 376a, 1984, S. 97–108.
- Short-run Equilibrium Dynamics of Unemployment Vacancies, and Real Wages. In: American Economic Review. Band 75, Nr. 4, September 1985, S. 676–690.
- Unemployment and Vacancies in Britain. In: Economic Policy. Band 3, Nr. 3, 1986, S. 499–559.
- Search, Wage Bargains and Cycles. In: Review of Economic Studies. Band 54, Nr. 3, Juli 1987, S. 473–483.
- mit Jonathan Wadsworth: Unemployment and the Inter-regional Mobility of Labour. In: Economic Journal. Band 99, Nr. 397, September 1989, S. 739–755.
- mit R. Jackman und Richard Layard: On Vacancies. In: Oxford Bulletin of Economics and Statistics, Department of Economics. Band 51, Nr. 4, November 1989, S. 377–394.
- Loss of Skill during Unemployment and the Persistence of Employment Shocks. In: The Quarterly Journal of Economics. Band 107, Nr. 4, November 1992, S. 1371–1391.
- mit Charles Bean: Unemployment, consumption and growth. In: European Economic Review. Band 37, Nr. 4, Mai 1993, S. 837–854.
- mit Dale Mortensen: Job Creation and Job Destruction in the Theory of Unemployment. In: Review of Economic Studies. Band 61, Nr. 3, Juli 1994, S. 397–415.
- Search Unemployment with On-the-Job Search. In: Review of Economic Studies. Band 61, Nr. 3, Juli 1994, S. 457–475.
- The impact of employment tax cuts on unemployment and wages. The role of unemployment benefits and tax structure. In: European Economic Review. Band 42, Nr. 1, Januar 1998, S. 155–183.
- mit Dale Mortensen: Unemployment Responses to 'Skill-Biased' Technology Shocks. The Role of Labour Market Policy. In: Economic Journal. Band 109, Nr. 455, April 1999, S. 242–265.
- mit Petrongolo Barbara: Looking into the Black Box. A Survey of the Matching Function. In: Journal of Economic Literature. In: American Economic Association. Band 39, Nr. 2, Juni 2001, S. 390–431.